# Chorisoneura africana
Chorisoneura africana är en kackerlacksart som beskrevs av John Borg 1902. Chorisoneura africana ingår i släktet Chorisoneura och familjen småkackerlackor.
Artens utbredningsområde är Kamerun. Inga underarter finns listade i Catalogue of Life.